# Swiber控股
Swiber控股有限公司，簡稱Swiber控股（英語：Swiber Holdings Limited，SGX：AK3），在1996年由吳金德先生（主席）創立，現時總裁為Francis Wong Chin Sing。
現時在環球承包综合岸外工程、采购、建造、安装、调试，以及海事支援。旗下上市公司包括Vallianz控股有限公司，總部位於12 International Business Park Swiber@ IBP #04-01 Singapore 609920。而股份在2006年11月8日於新加坡交易所主板上市。
根據招股書資料，招股價為0.355新加坡元，發行股份為94,000,000股，集資額為33,400,000新加坡元。

## 連結
- Swiber.com（页面存档备份，存于）